# Heterospilus atratus
Heterospilus atratus är en stekelart som först beskrevs av William Harris Ashmead 1890.  Heterospilus atratus ingår i släktet Heterospilus och familjen bracksteklar. Inga underarter finns listade i Catalogue of Life.